# Jacek Stryjeński
Jacek Stryjeński (ur. 21 listopada 1922 w Krakowie, zm. 8 marca 1961 w Genewie) – szwajcarski malarz i dekorator wnętrz pochodzenia polskiego.

## Historia
Był synem malarki Zofii Stryjeńskiej i architekta Karola Stryjeńskiego, bratem bliźniaczym architekta Jana Stryjeńskiego, wnukiem architekta Tadeusza Stryjeńskiego.
W okresie II wojny światowej walczył we Francji w 2 Dywizji Strzelców Pieszych, był internowany w Szwajcarii i pozostał tam na stałe. Studia artystyczne odbył w Szwajcarii. W 1948 r. ożenił się z Danutą Burdecką (1927-2013) – malarką i dekoratorką.
Wykonał liczne freski i mozaiki w kościołach Szwajcarii i Francji, m.in. w kościele św. Franciszka w Genewie, jak również w obiektach świeckich. Współpracował też z genewskim Teatrem Marionetek. Ponadto zaprojektował dla Teatru Wielkiego w Genewie sufit z aluminium, z ponad tysiącem szklanych gwiazdek, oraz stalową kurtynę.